# مسجد شيخ العرب همام
مسجد شيخ العرب همام بني المسجد في عام 1171 هـ الموافق 1758م، ويقع في مدينة فرشوط بمحافظة قنا في صعيد مصر، ويعد من أبرز المعالم الأثرية التي تعكس تاريخ المنطقة وعمارتها الإسلامية.

## تاريخ
بني المسجد في عام 1171 هـ (1758 م) على يد شيخ العرب همام بن يوسف، الذي كان زعيمًا بارزًا في صعيد مصر وسيطر على مناطق واسعة تمتد من المنيا إلى أسوان.

## عمارة
يتكون المسجد من صحن مكشوف تحيط به الأروقة من جهاته الأربعة، وأكبرها وأعمقها هو الرواق المقابل لرواق القبلة. بنيت مئذنة المسجد من الطوب المحروق، وهي تتكون من ثلاثة طوابق، يفصل بينها شرافات خشبية. الطابق الثالث يحتوي على أربع فتحات مقبية ويعلوه عمود قصير يحمل الهلال، ما يمنح المئذنة طابعًا مميزًا يشبه مآذن العصر العثماني.
الزخارف والشعر تزين واجهات المسجد الخارجية زخارف هندسية، وكتبت على مدخل المسجد أبيات شعرية تتضمن تاريخ إنشاء المسجد. سقف المسجد مزين بزخارف خشبية نقش عليها قصيدة البردة، مما يضيف إلى القيمة الفنية والمعمارية للمسجد.

## مساحة
مسجد شيخ العرب همام في فرشوط بمحافظة قنا يمتد على مساحة 559 مترًا مربعًا. تم بناء المسجد باستخدام الطوب المحروق والحجر، ويتميز بمئذنته المكونة من ثلاثة طوابق، والتي تعد واحدة من السمات المعمارية العثمانية النادرة في صعيد مصر.

## ترميم
شهد المسجد عمليات ترميم عدة، آخرها كانت في التسعينيات بعد زلزال أدى إلى تصدعات في هيكله، إصلاح التصدعات وجددت القبة والمئذنة دون تغيير في تصميمها الأصلي، وذلك للحفاظ على الطابع التاريخي للمسجد.

## معرض صور

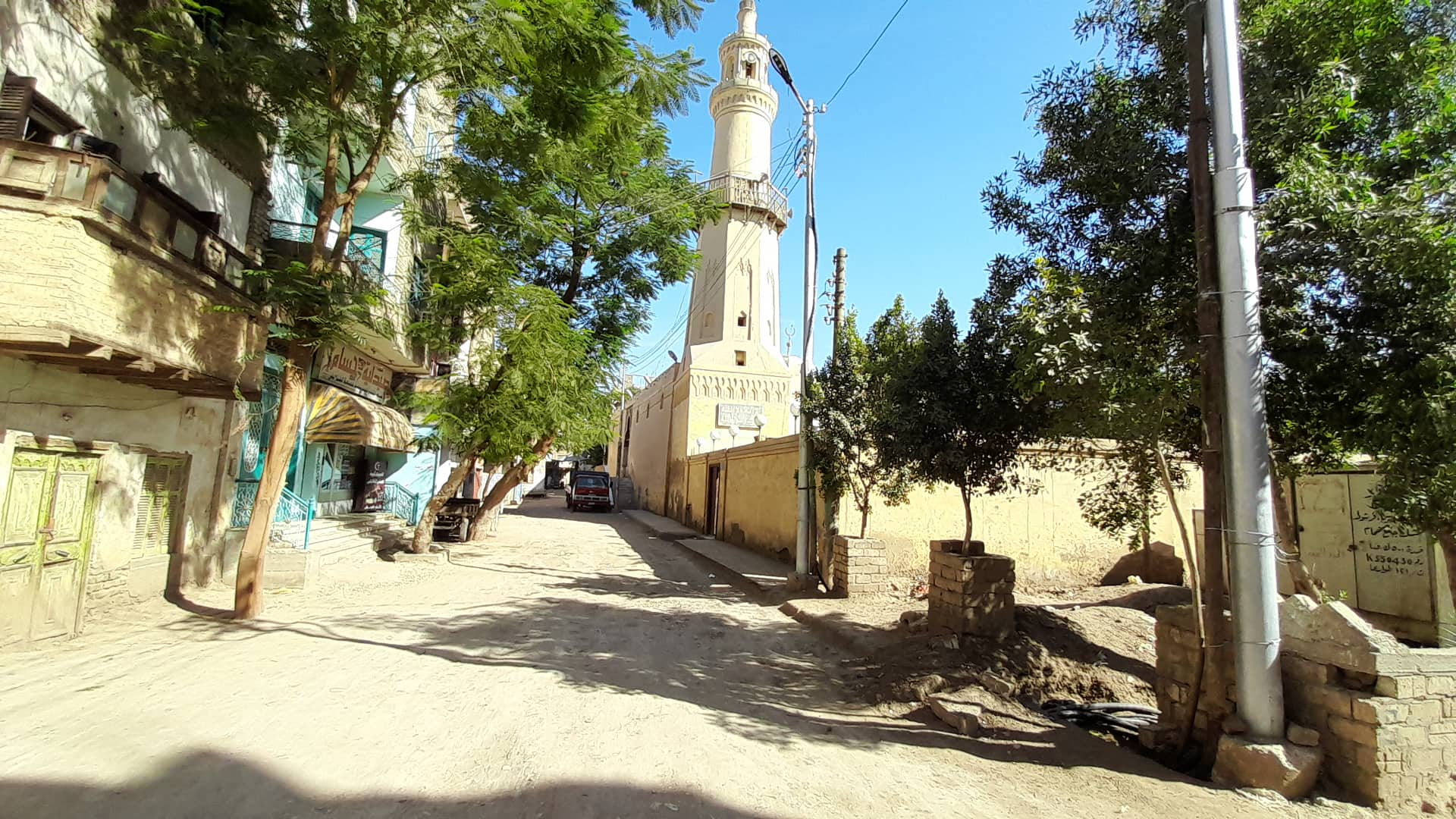
مسجد شيخ العرب همام

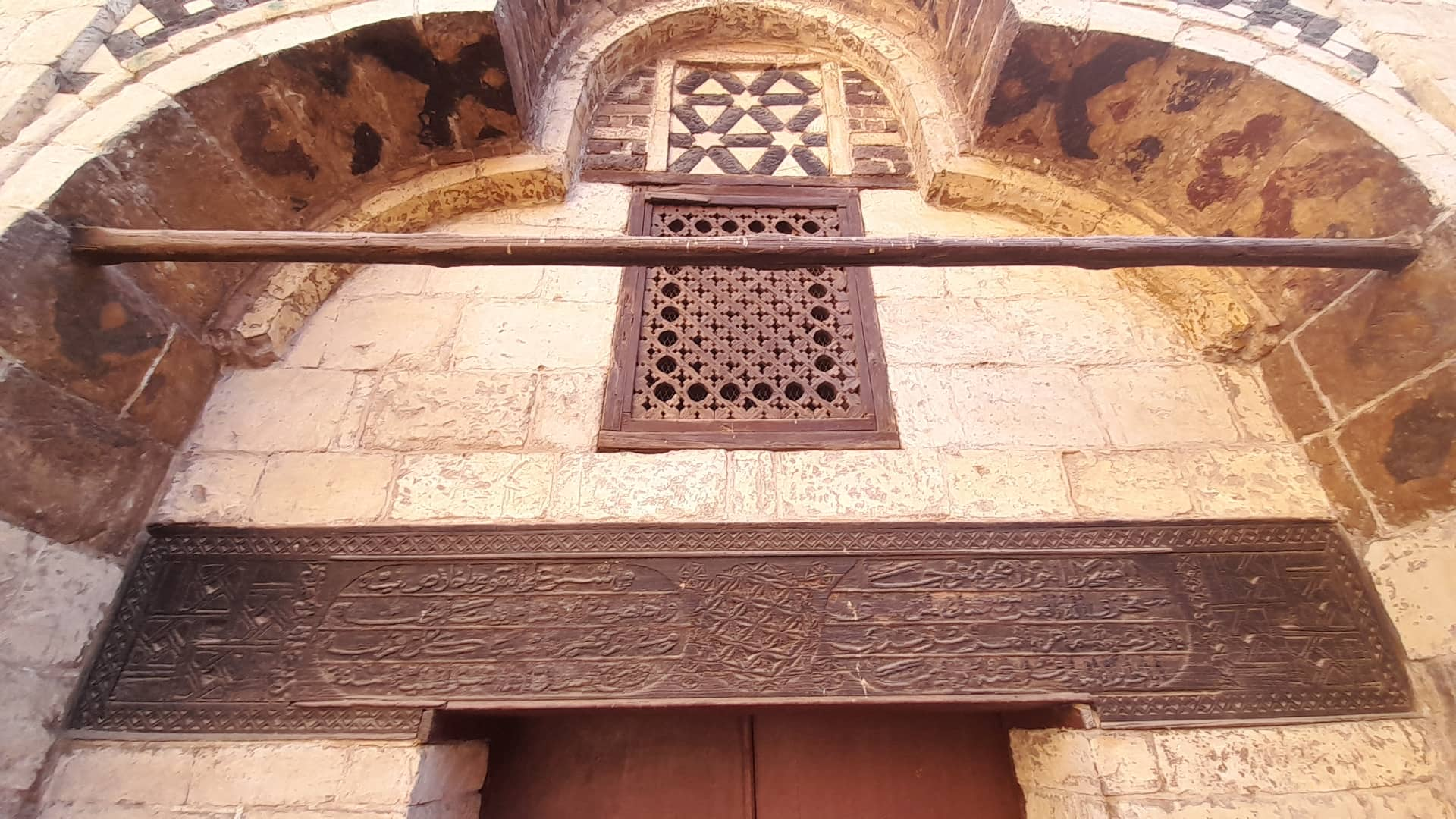

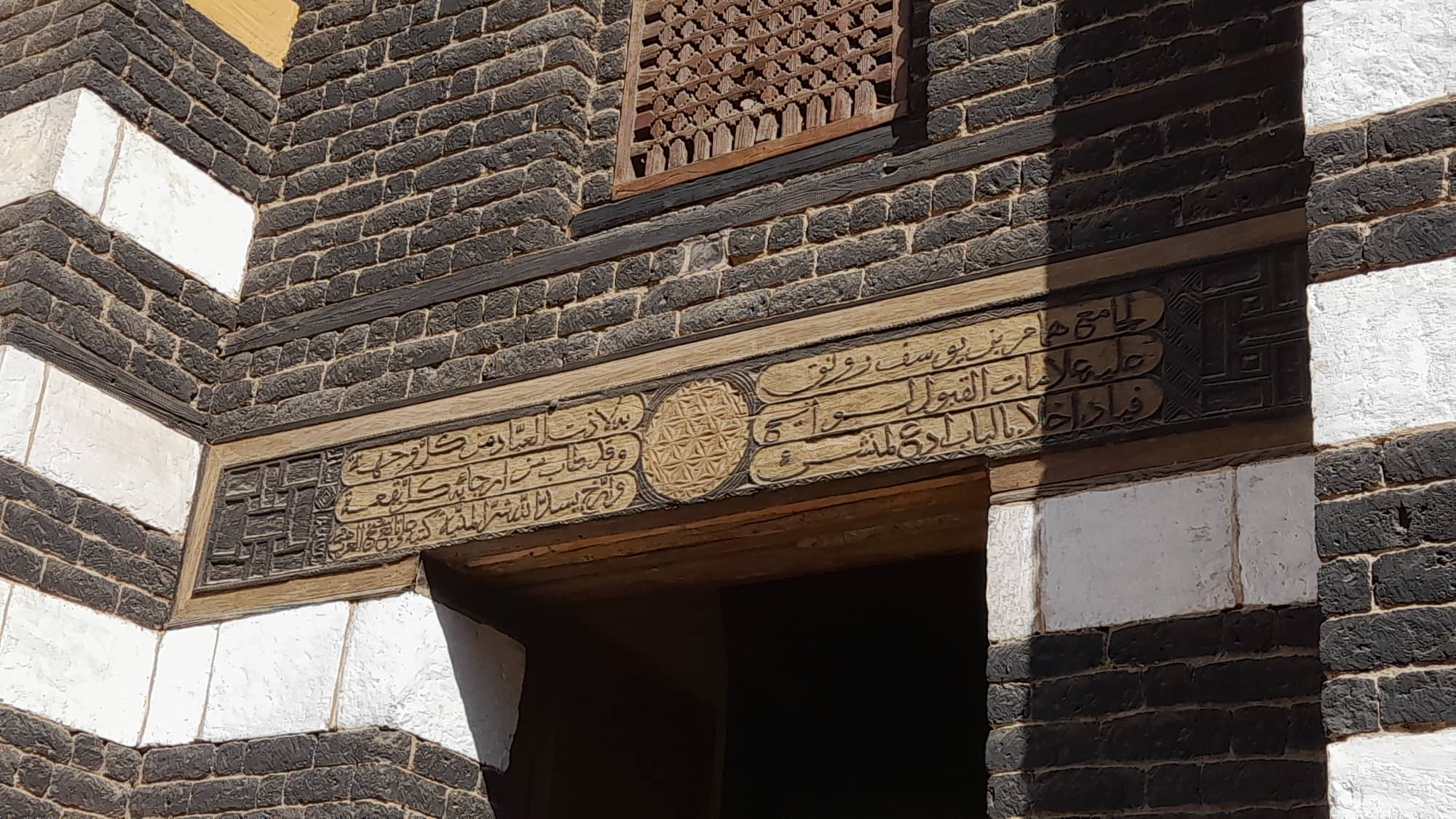
جامع همام بن يوسف رونق «» به لاذت العباد من كل وجهة عليه علامات القبول لوايح «» و قد طاب من أرجائه كل بقعة
فيا داخلاً بالباب ادع لمشئ «» و ارخ يسد الله سر المنية

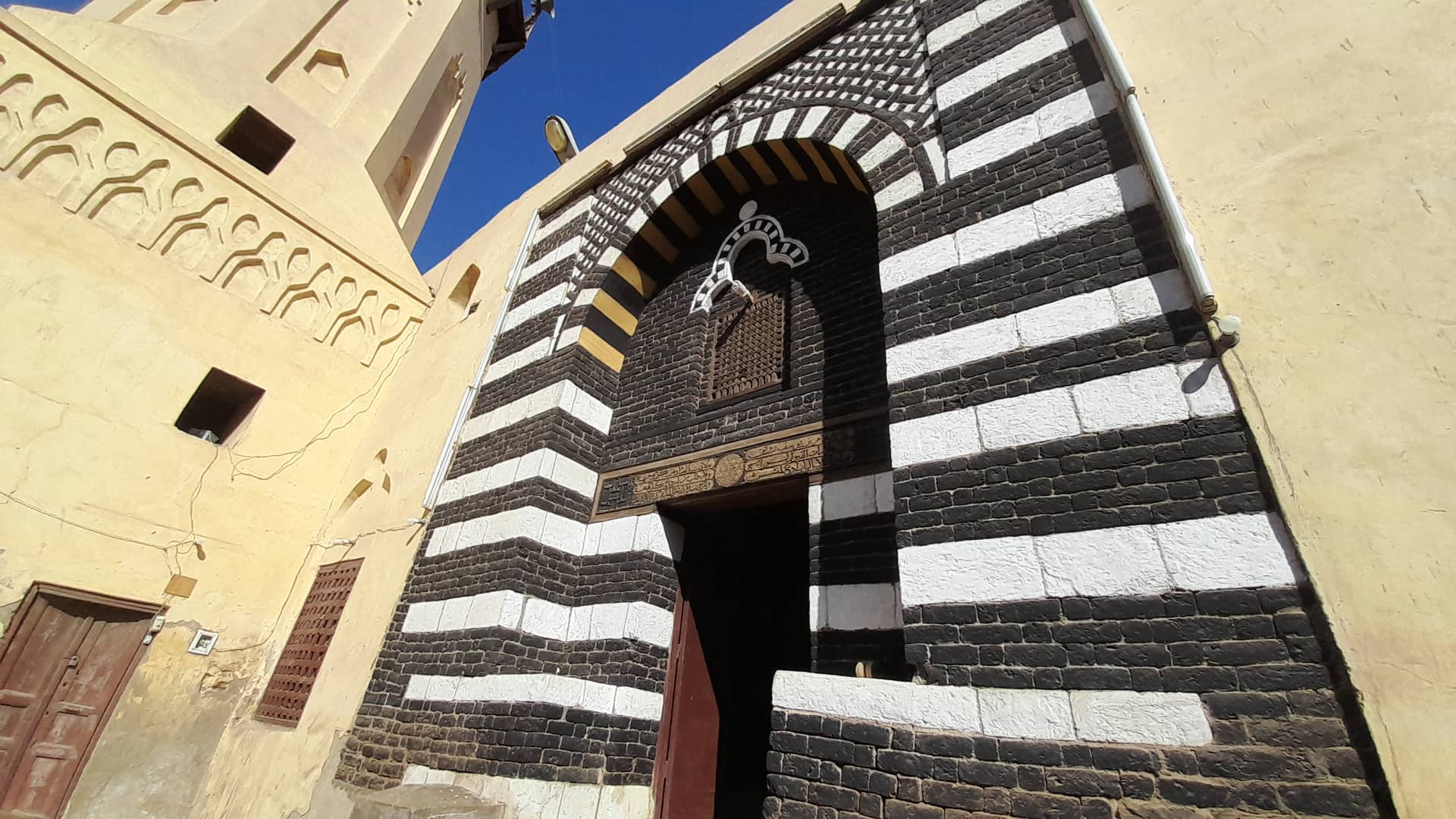
مسجد شيخ العرب

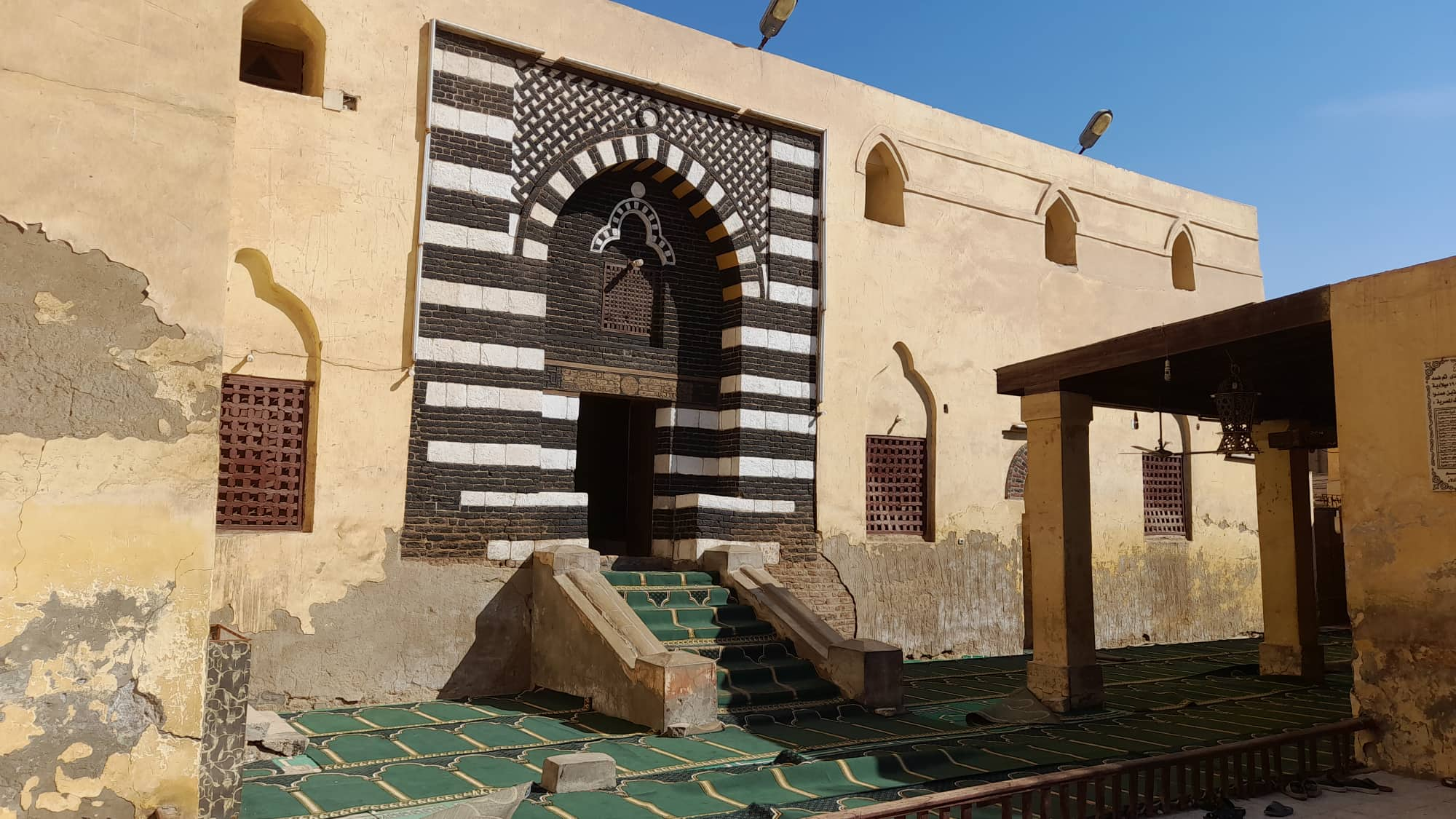
جامع شيخ العرب همام

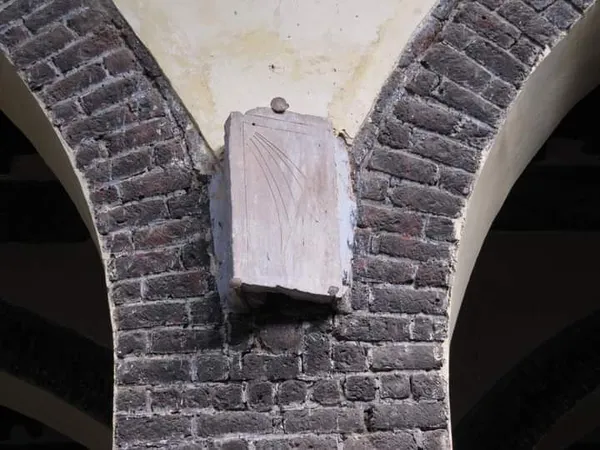
مزولتين رخاميتين، وهما عبارة عن ساعتين شمسيتين كانتا تستخدمان لمعرفة أوقات الصلاة

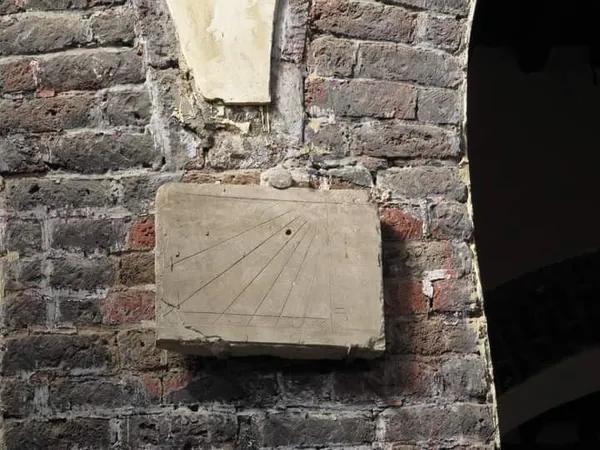

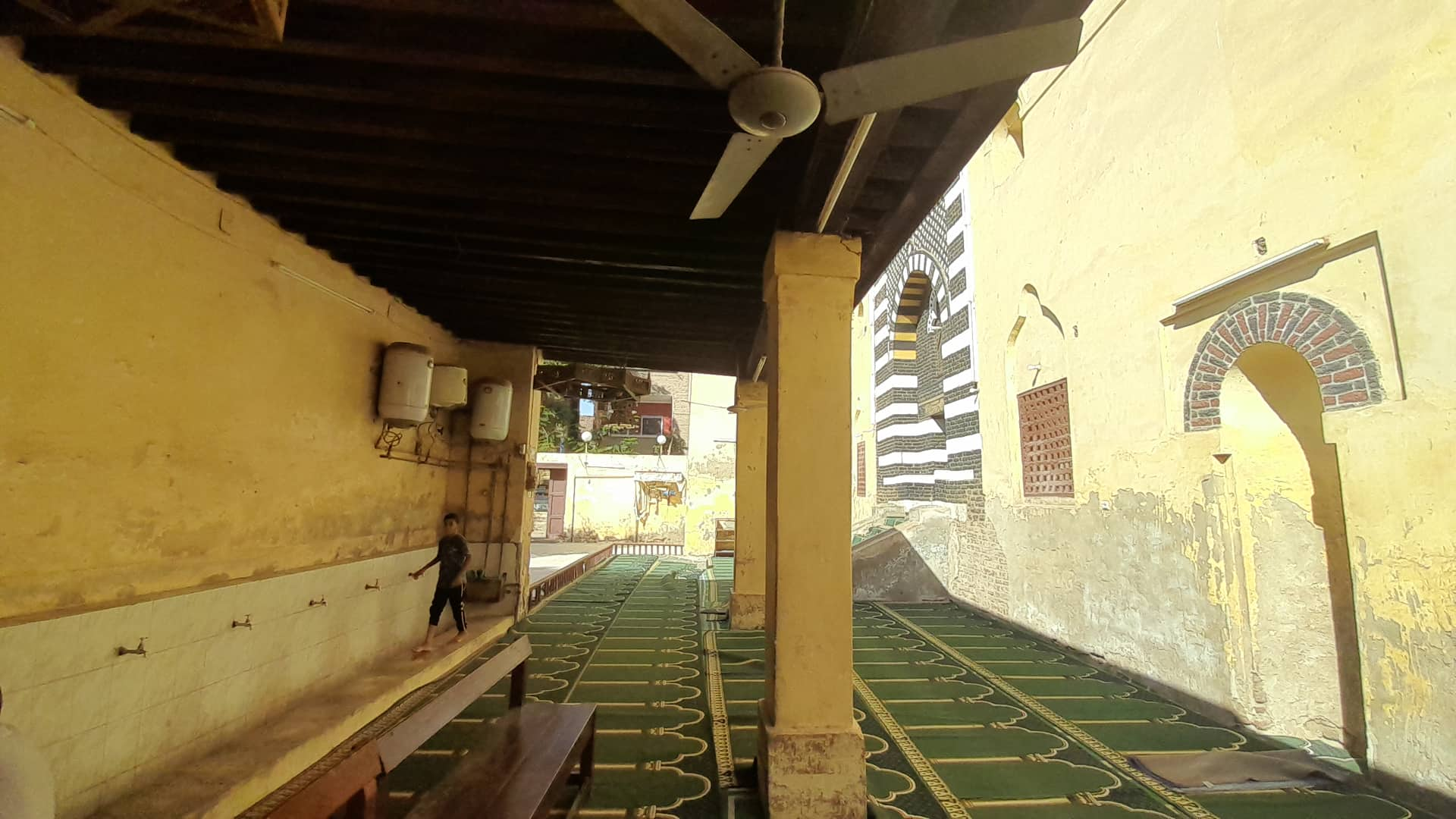
في الخارج